# Jerzy Amirutzes
Jerzy Amirutzes (gr., Γεώργιος Αμιρουτζής, ur. 1400, zm. 1470) – bizantyński minister cesarstwa Trapezuntu, filozof i uczony.
Urodził się w Trapezuncie. Był uczestnikiem soboru we Florencji. Tam zdecydowanie poparł unię Kościołów, ale po powrocie do Konstantynopola złożył oświadczenia przeciwko prymatowi papieskiemu i Filioque. W okresie upadku Trapezuntu wszedł w kontakt ze swoim bratankiem wielkim wezyrem Mahmudem Paszą. 15 sierpnia 1461, po namowach Jerzego Dawid II Wielki Komnen zdecydował się poddać. W zamian otrzymał wysokie uposażenie oraz zgodę na osiedlenie się w Tracji wraz z całą rodziną. Amirutzes w nagrodę otrzymał ziemie w imperium osmańskim.
W marcu 1463 roku doniósł władzom tureckim, że były cesarz Dawid II Wielki Komnen otrzymał list od swojej bratanicy. Despina Chatun, żona Uzun Hasana proponowała, aby jej brat Aleksy bądź jeden z synów Dawida przybył, aby ją odwiedzić. Mehmed Zdobywca uznał to za zdradę. 1 listopada został ścięty z rozkazu Mehmeda II Dawid razem z bratem, siedmioma synami i bratankiem Aleksym (synem Jana IV Komnena) w więzieniu Siedmiu Wież w Konstantynopolu.
W kolejnych latach Jerzy Amirutzes odgrywał ważną rolę (zajmował się finansami patriarchatu) w intronizacji kolejnych kandydatów na stanowisko Patriarchy Konstantynopola.